# Baiano (Kampanien)
Baiano ist eine italienische Gemeinde mit 4386 Einwohnern (Stand 31. Dezember 2023) in der Provinz Avellino in der Region Kampanien. Der Ort ist Teil der Bergkommune Comunità Montana Partenio - Vallo di Lauro.

## Geografie
Die Nachbargemeinden sind Avella, Mugnano del Cardinale, Sirignano, Sperone und Visciano (NA).